# 文化史
文化史（ぶんかし、英語: cultural history、フランス語: histoire culturelle、ドイツ語: Kulturgeschichte）は、さまざまな時代と地域における精神・文化的な人間活動の研究と、その記述である。

## 概要
文化史の要素は、家族、言語、習俗、宗教、芸術そして科学などであり、「日常という素材」をも含む幅広い素材に基づいて叙述される。直接的には政治史または国家の歴史には関わらず、年代も政治史ほどの重要性をもたない。
文化史の概念は18世紀に遡り、「人類の絶えざる文化的な発展」という啓蒙主義（ヴォルテール）の信念に基づく。 ドイツのロマン主義（ヨハン・ゴットフリート・ヘルダー）においては、「あらゆる慣習的な活動」を文化史の一部として見て、その中に国民精神の表現を認めた。とりわけ20世紀においては、アーノルド・J・トインビーとオスヴァルト・シュペングラーを代表とするような文化哲学により、自らの認識を諸民族の比較文化史から発達させた。中でもアルフレッド・ヴェーバーは、精神史の方向で文化史を発達させ、文化社会学を確立した。「世紀末ウィーン」を代表するディレッタントのひとりエゴン・フリーデルも、浩瀚な『近代文化史』を著している。

## 歴史学の中の文化史
文化史の概念のもとには、歴史学の非常にさまざまな分野が含まれる。 歴史家によっては、「文化史」のもとに一般に政治史に含まれないような事象を研究対象として考える。一方、最近は、特定の対象に限定しない文化史概念が、何人かの歴史家によって主張されている。 
文化史の視点では、「政治や法律の制度は、合理的な構造による客観的所与ではなく、ある種の要求とその受容、またはそれに対する拒絶が凝縮されたもの」として捉える。コミュニケーションは、そのときに記号の交換として理解される。そしてそのため特に熟考された記号（すなわちシンボル、儀式または典礼など）に対する論究が、「新しい文化史」にとっては際立った役割を果たしている。

### 日本史学史における文化史
科学的な日本史研究は、東京帝国大学にお雇い外国人のリースが来たことから始まる。リースは近代歴史学の父と言われるランケの弟子であり、その歴史学は実証主義を重んじるものであった。以後、東京大学の学風は「実証史学」と称された。
一方、日本で二つ目の史学科が開設された京都帝国大学では、東京帝国大学に対抗する形で異なる学風を作り出す土壌があった。設立時は東京帝国大学卒の内田銀蔵や法制史に篤い三浦周行が教授を務めていたが、やがて彼らの元で京都帝国大学に「文化史学」の学風を生み出したのが西田直二郎と中村直勝である。西田は精神史的、中村は社会史的の学風を以って、京都帝国大学で文化史の歴史学分野の確立に大きく寄与した。しかし、両名は戦後に公職追放に遭い、西田の直系の石田一良が同志社大学に、中村の直系の林屋辰三郎が立命館大学の教授に着任する一方で、京都大学の専任教授には、小葉田淳と赤松俊秀といった文化史学の学風を持たない人選が行われた。その結果、特に中世史においてマルクス主義歴史学の牙城となって以降、文化史学の学風は忘れ去られていった。こうして立命館や同志社が文化史研究の中心地となった一方で、京都大学に文化史の学風は残らなかった。

## 新しい文化史
「新しい文化史」は、まだ新しい歴史学の領域で、20世紀後半の1980年代および1990年代に発達した。その主題は、語の最も広い意味での過去の文化であり、芸術、音楽と文学だけに限らない。要するに、文化史的な視線をすべての可能な対象に向けることが、「新しい文化史」の関心事である。ここでは「伝統的な文化史記述が明らかに遠ざけてきた対象を研究する」という主張がされている。すなわち、政治と法である。政治的なものと法的なものの文化史的分析の中心に、コミュニケーションのプロセスがおかれるのである。
「政治史、社会史、そして経済史のような伝統的な学問では、過去は本当に理解できない」という一部の歴史家の洞察は、固定した構造史から「文化論的転回」 (cultural turn) へ、文化へのまなざしへと導いていった。「新しい文化史」はフランス流の社会史（アナール学派）から発達して、人類学、民俗学、心性史（インテレクチュアル・ヒストリー）、日常史、ミクロな歴史とジェンダー史といったものに強く影響された。
「新しい文化史」の主な代表は、90年代はナタリー・デーヴィス、カルロ・ギンズブルク、ロバート・ダーントンといった心性史の研究者やアナール学派のロジェ・シャルチエなどが主導し、2000年代以降 ピーター・バークが積極的に「新しい文化史」の領域を開拓し続けている。